# Peter Andreas Grünberg
Peter Andreas Grünberg ili Peter Grünberg (Plzeň, 18. svibnja 1939. – Jülich, 9. travnja 2018.), njemački fizičar. Diplomirao (1966.) i doktorirao (1969.) na Tehničkom sveučilištu u Darmstadtu. Bavio se fizikom čvrstoga stanja, istraživanjem mogućnosti magnetiziranja višeslojnih materijala u Istraživačkom središtu u Jülichu (od 1972. do 2004.). Otkrio je (1988.) da se električnim otpornicima načinjenim od tankih slojeva (oko 1 nanometar) materijala magnetskih i nemagnetskih svojstava može mijenjati električni otpor mijenjanjem smjera vanjskoga magnetskoga polja. Takvi se otpornici danas primjenjuju u senzorima magnetskoga polja, na primjer za čitanje podataka pohranjenih na računalnim tvrdim diskovima. Za otkriće divovskoga magnetootpora s A. Fertom 2007. dobio Nobelovu nagradu za fiziku. Otkriće divovskoga magnetootpora je omogućilo da se potkraj 1990-ih gustoća zapisa na komercijalnim čvrstim diskovima poveća iznad 100 GB.

## Životopis
Rođen je 1939. u Plzeňu uoči početka Drugog svjetskog rata u katoličkoj obitelji Sudetskih Nijemaca. Oca Feodora Andreasa, inženjera ruskog podrijetla koji je od 1928. radio u Škodi, uhitile su i u mjesnom zatvoru 27. prosinca 1945. ubile komunističke vlasti. Pokopan je u masovnoj gorbnici u Plzeňu. Majka Anna umrla je 2002. u 100. godini života. Obitelj je bila protjerana 1946. zajedno s ostalim Nijemcima iz Čehoslovačke. Kao sedmogodišnjak preselio se u Lauterbach, gdje pohađa gimnaziju. Diplomirao je 1962. na Goetheovom sveučilištu u Frankfurtu.

## Divovski magnetootpor
Divovski magnetootpor ili gigantski magnetootpor (također GMR, od eng. Giant MagnetoResistance) je pojava velike ovisnosti električnoga otpora o vanjskome magnetskom polju u otpornicima načinjenima od tankih slojeva naizmjenično postavljenoga materijala magnetskih i nemagnetskih svojstava. Za njegovo otkriće dobili su Nobelovu nagradu za fiziku A. Fert i P. A. Grünberg 2007.
A. Fert je 1970. pokazao kako raspršenje elektrona, a s njime i električni otpor, ovisi o relativnoj orijentaciji spina vodljivog elektrona i smjera magnetizacije feromagneta: ako su spin elektrona i magnetizacija feromagneta paralelni, raspršenje nije veliko pa je i električni otpor malen; ako je pak njihova orijentacija antiparalelna, raspršenje je veliko pa je i otpor velik. Time je Fert našao kako se može upravljati strujom elektrona promjenom smjera magnetizacije feromagneta. Za taj je postupak nužno da debljina feromagneta ne prelazi nekoliko slojeva atoma, a metoda dobivanja tankih, nanometarskih slojeva materijala razvijena je sredinom 1980-ih.
Grünberg je, istražujući troslojne materijale, otkrio kako su smjerovi magnetizacije slojeva željeza koji su razdvojeni tankim nemagnetičnim slojem uvijek antiparalelni, ako nema vanjskoga magnetskog polja. Djelovanjem vanjskoga magnetskog polja smjerovi magnetizacije slojeva željeza mogu se promijeniti u međusobno paralelnu orijentaciju.
Fert je 1988. istraživao električna i magnetska svojstva otpornika sastavljenih od desetaka izmjeničnih slojeva željeza i kroma. Bez djelovanja vanjskoga magnetskog polja magnetizacije feromagnetičnih slojeva bile su antiparalelne pa je električni otpor bio velik. Djelovanjem vanjskoga magnetskoga polja orijentacije svih feromagnetičnih slojeva su se izjednačavale, a električni otpor se smanjivao do 80%.

## Nagrade i priznanja
- Nobelova nagrada za fiziku (2007)
- Wolfova nagrada (2006)
- Počasni doktor Sveučilišta u Aachenu (2007)[7]
- Počasni doktor (Ruhr-Universität Bochum, 2002)[8]
- Počasni doktor (Sveučilište u Kölnu, 2008)[9]
- Počasni doktor Sveučilišta u Saarbrückenu (2008)[10]
- Počasni doktor (Atensko sveučilište, 2009)[11][12]
- Počasni doktor Sveučilišta u Sendaiju
- Počasni doktor Sveučilišta za tehnologiju u Gebzeu (2008)[12]
- Počasni građanin Jülicha (2008).